# Dryopteris hookeriana
Dryopteris hookeriana är en träjonväxtart som först beskrevs av Nathaniel Wallich och Thomas Moore, och fick sitt nu gällande namn av Li Bing Zhang. Dryopteris hookeriana ingår i släktet Dryopteris och familjen Dryopteridaceae. Inga underarter finns listade.